# ساعت تابستانی در ایالات متحده آمریکا

ساعت اوهایو در کاپیتول ایالات متحده برای تنظیم اولین ساعت تابستانی این کشور در ۳۱ مارس ۱۹۱۸ توسط گروهبان سنا چارلز هیگینز به جلو کشیده می‌شود.

زمان تابستانی در ایالات متحده، رسم یک ساعت جلو کشیدن زمان در موقعی از سال است روز از شب طولانی‌تر است، تا عصرها نور روز بیشتر و صبح‌ها نور کمتری داشته باشند. اکثر مناطق ایالات متحده ساعت تابستانی (DST) را رعایت می‌کنند، به استثنای آریزونا (به جز ناواهوها که ساعت تابستانی را در سرزمین‌های قبیله ای شان رعایت می‌کنند)، هاوایی، و قلمروهای فرادریایی ساموآی آمریکا، گوام، جزایر ماریانای شمالی، پورتوریکو و جزایر ویرجین ایالات متحده. قانون زمان یکنواخت در سال ۱۹۶۶ سیستم یکنواخت ساعت تابستانی را در سراسر ایالات متحده ایجاد کرد.
در ایالات متحده، ساعت تابستانی از دومین یکشنبه ماه مارس شروع می‌شود و در اولین یکشنبه ماه نوامبر به پایان می‌رسد و تغییر ساعت در ساعت ۲:۰۰ به وقت محلی انجام می‌شود. ساعت‌ها در فصل بهار از ساعت ۲:۰۰ به جلو به ۳:۰۰ بامداد جلو کشیده می‌شوند و در پاییز از ساعت ۲:۰۰ به ۱:۰۰ صبح به عقب برمی گردند. زمان تابستانی در مجموع ۳۴ هفته (۲۳۸ روز) هر سال طول می‌کشد، که حدود ۶۵٪ از کل سال است.

## تاریخچه زمان تابستانی در ایالات متحده

### ۲۰۱۵–۲۰۲۱: پیشنهادهایی برای اتخاذ ساعت تابستانی در تمام طول سال
یک جنبش کامل در حمایت از قانونی سازی استفاده از ساعت تابستانی در تمام طول سال سازماندهی شده‌است. طرح‌هایی در بیش از ۳۰ ایالت برای پایان دادن به ساعت تابستانی یا دائمی کردن آن ارائه شده‌است.
بحث اصلی برای دائمی کردن زمان تابستانی در تمام طول سال این است که سبک زندگی و الگوهای کاری شهروندان امروزی دیگر با مفهوم تغییر ساعت در هر بهار و پاییز سازگار نیست. حامیان همچنین استدلال می‌کنند که تغییر به " زمان رو به جلو " همچنین با کاهش نیاز به نور مصنوعی منجر به صرفه جویی در انرژی می‌شود. قانون حفاظت از آفتاب در سال ۲۰۱۹ توسط سناتور مارکو روبیو از فلوریدا در سنا طرح شد تا زمان‌های استفاده شده برای زمان تابستانی را تبدیل به زمان استاندارد کند و زمان تابستانی را لغو کند. این طرح از حمایت دو حزبی از سوی سناتورهای واشینگتن و تنسی برخوردار است، اما هنوز در کمیته بازرگانی، علم و حمل و نقل سنا مورد استماع قرار نگرفته‌است.